# 托尔·拉森
托尔·拉森（挪威語：Thor Larsen，1886年7月20日—1970年9月3日），挪威男子竞技体操运动员。他曾获得1908年夏季奥运会体操比赛男子团体全能银牌。他于1970年在滕斯贝格去世，享年84岁。